# Studio X
Studio X (conhecido anteriormente como Bad Animals Studio e Kaye-Smith Studios) é um estúdio de gravação de música e mídia localizado no centro de Seattle, nos Estados Unidos. Foi fundado como Steve Lawson Productions por Steve e Debbie Lawson em 1979. As irmãs Ann e Nancy Wilson da banda de rock Heart foram donas do estúdio de 1991 a 1997, e o nomearam Bad Animals em homenagem ao seu álbum de 1987 de mesmo nome. Além de Heart, artistas como Alice in Chains, Pearl Jam, Soundgarden, Nirvana, Queensrÿche, Mad Season, Foo Fighters, Audioslave, Aerosmith, The Beach Boys, Jerry Cantrell, Eddie Vedder, Duff McKagan, Johnny Cash, B.B. King, Radiohead, R.E.M., Deftones, Soulfly, Steve Vai e Neil Young gravaram no estúdio.

## Álbuns gravados no estúdio
Lista parcial.
- Bette Midler (1973) – Bette Midler (como Kaye-Smith Studios)[5]
- Track of the Cat (1975) – Dionne Warwick (overdubbing) (como Kaye-Smith Studios)[6]
- Little Queen (1977) – Heart (como Kaye-Smith Studios)[7]
- M.I.U. Album (1978) – The Beach Boys (como Kaye-Smith Studios)[8]
- Bébé le Strange (1980) – Heart (como Kaye-Smith Studios)[9]
- Greatest Hits/Live (1980) – Heart (como Kaye-Smith Studios)[10]
- Private Audition (1982) – Heart (como Kaye-Smith Studios)[11]
- Automatic for the People (1992) – R.E.M. (mixagem)[12]
- Inhaler (1993) – Tad (mixagem)[13]
- Desire Walks On (1993) – Heart[14]
- Superunknown (1994) – Soundgarden[15]
- Live Through This (1994) – Hole (mixagem)[16]
- Vitalogy (1994) – Pearl Jam[17]
- Above (1995) – Mad Season[18]
- Mirror Ball (1995) – Neil Young[19]
- The Road Home (1995) – Heart (mixagem)[20]
- Adrenaline (1995) – Deftones[21]
- Lucy (1995) – Candlebox (mixagem)[22]
- Alice in Chains (1995) – Alice in Chains[23]
- Tiny Music... Songs from the Vatican Gift Shop (1996) – Stone Temple Pilots (mixagem)[24]
- Down on the Upside (1996) – Soundgarden[25]
- New Adventures in Hi-Fi (1996) – R.E.M.[26]
- Yield (1998) – Pearl Jam[27]
- Boggy Depot (1998) – Jerry Cantrell[28]
- Heart Presents A Lovemongers' Christmas (1998) – Heart[29]
- 13 Ways to Bleed on Stage (2000) – Cold[30]
- Riot Act (2002) – Pearl Jam[31]
- Audioslave (2002) – Audioslave[32]
- Deftones (2003) – Deftones[33]
- Savages (2003) – Soulfly[34]
- Transatlanticism (2003) – Death Cab for Cutie[35]
- Pearl Jam (2006) – Pearl Jam[36]
- Into the Wild (filme) (2007) – Eddie Vedder[37]
- Ukulele Songs (2011) – Eddie Vedder[38]
- Fanatic (2012) – Heart[39]
- The Heist (2012) – Macklemore & Ryan Lewis[40]
- King Animal (2012) – Soundgarden[41]
- Lightning Bolt (2013) – Pearl Jam[42]
- Satyricon (2013) – Satyricon[43]
- Rainier Fog (2018) – Alice in Chains[44]

## Trilhas sonoras de filmes gravadas no estúdio
- Army of Darkness (1992)[1]
- Dennis the Menace (1993)[1]
- 10 Things I Hate About You (1999)[1]
- Office Space (1999)[1]
- The Way of the Gun (2000)[1]
- The Wedding Planner (2001)[1]
- Vanilla Sky (2001)[1]
- Big Fish (2003)[45]
- Eternal Sunshine of the Spotless Mind (2004)[46]
- Kiss Kiss Bang Bang (2005)[47]
- Into the Wild (filme) (2007)[37]
- Orphan (2009)[48]
- The Blind Side (2009)[49]
- Eat Pray Love (2010)[50]
- Carol (2014)[51]
- The Founder (2016)[52]

## Trilhas sonoras de videogame gravadas no estúdio
- Halo 2 Original Soundtrack (2004)[53]
- Star Wars: Republic Commando (2005)[1]
- Halo 3 Original Soundtrack (2007)[54]
- Halo: Reach Original Soundtrack (2010)[55]
- Solitaire Blitz (2012)[1]
- Plants vs. Zombies Adventures (2013)[1]
- Destiny Original Soundtrack (2014)[1]
- Peggle 2 Original Soundtrack (2014)[56]
- Age of Empires II (2013)[1]
- Heroes of Skyrealm (2016)[1]